# سنجاب بینی‌دراز
سنجاب بینی‌دراز (نام علمی: Hyosciurus) نام یک سرده از تیره سنجاب است.

## گونه‌ها
- سنجاب بینی‌دراز کوهی (Hyosciurus heinrichi)
- سنجاب بینی‌دراز دشتی (Hyosciurus ileile)